# Мария I (королева Португалии)
Мария I (полное имя порт. Maria Francisca Isabel Josefa Antónia Gertrudes Rita Joana de Bragança; 17 декабря 1734[…], Лиссабон — 20 марта 1816[…], Рио-де-Жанейро) — королева Португалии (1777—1816). Известна как Мария Благочестивая (в Португалии) или Мария Безумная (в Бразилии), первая правящая королева Португалии. Старшая из четырёх дочерей Жозе I и его жены Марианны Виктории.

## Семья и дети
В июне 1760 года Мария вышла замуж за своего дядю, младшего брата её отца, дона Педру (1717—1786), который автоматически стал королём-консортом Педру III после её вступления на престол.
Дети:
- Жозе (1761—1788), женился в 1777 году на младшей сестре своей матери — принцессе Бенедикте Португальской (1746—1829). Брак оказался бездетным;
- Жуан Франсиско (1763),
- Мария Изабелла (1766—1777),
- Жуан VI (1767—1826), король Португалии (1816—1826),
- Марианна (1768—1788),
- Мария Клементина (1774—1776).

## Правление
В феврале 1777 года, после смерти отца, Мария была провозглашена королевой Португалии вместе с мужем, королём-консортом Педру III. Первым делом королева уволила премьер-министра маркиза де Помбала, который приобрёл большую власть при её отце.
1 октября 1777 года во дворце Ла-Гранха Мария I подписала новый мирный договор, положивший конец Испано-португальской войне 1776—1777 годов.
Примечательными событиями её правления были членство Португалии в Вооружённом нейтралитете с июля 1782 года и уступка Австрией Португалии в 1781 году залива Мапуту.
Психическое состояние королевы стало заметно ухудшаться в 1786 году, после кончины её мужа. Мария  была морально и эмоционально сломлена и запретила любые развлечения при дворе. Все государственные публичные мероприятия приобрели форму религиозных церемоний. После одной из служб её унесли обратно в апартаменты в состоянии тяжёлого бреда. Ещё больше состояние королевы ухудшилось после потери старшего сына в 1788 году и её духовника в 1791 году.
Религиозная мания и меланхолия сделали её неспособной к выполнению королевских обязанностей, в феврале 1792 года Мария была признана невменяемой. Её лечил Фрэнсис Уиллис, тот же врач, который лечил Георга III. Уиллис хотел взять её в Англию, но эта идея была отклонена португальским двором. Второй выживший сын Жуан взял на себя управление страной от её имени, хотя формальный титул принца-регента он принял только в 1799 году.
Когда Дворец де Ажуда сгорел в 1794 году, двор был вынужден переехать в Келуш, где королева сутками напролёт лишь лежала в своих апартаментах. Придворные и посетители жаловались на ужасные крики душевнобольной королевы, которые эхом разлетались по всему дворцу.

### Наполеоновские войны
Отказ Португалии в 1807 году присоединиться к континентальной блокаде Великобритании послужил последней каплей в и так нелёгких испано-португальских отношениях. Испания, бывшая под властью Франции, вторглась в Португалию во главе с генералом Жюно. По настоянию британского правительства вся королевская семья бежала в Бразилию, где сформировала двор в изгнании в Рио-де-Жанейро. 23 декабря Жюно официально стал главнокомандующим армией Португалии. 1 февраля 1808 года Наполеон назначил его генерал-губернатором Португалии, фактически сделав Жюно правителем новой вассальной территории французской империи.
1 августа 1808 года британский генерал Артур Веллингтон высадил в городе Фигейра-да-Фош британскую армию и таким образом начал войну на Пиренейском полуострове. Французская армия попыталась преградить дорогу англичанам, но потерпела поражение у Ролисы (17 августа) и у Вимейру (21 августа). 30 августа 1808 года в Синтре было подписано соглашение при полном отсутствии представителей Португалии.
25 сентября 1808 года генерал Джон Мур был назначен командующим английским экспедиционным корпусом (около 35 тыс. чел.) в Португалии. 16 января 1809 года англичане были разгромлены в сражении при Ла-Корунье, а Джон Мур погиб.
В 1815 году правительство регента присвоило Бразилии статус королевства, и Мария была объявлена королевой Португалии и Бразилии. Когда Наполеон был наконец побеждён в 1815 году, Мария и её семья остались в Бразилии. Там Мария умерла 20 марта 1816 года. Погребена в Лиссабоне в Базилике-да-Эштрела.
Её сын-регент официально стал королём Жуаном VI.